# Rue des Marchais
La rue des Marchais est une voie du 19e arrondissement de Paris, en France.

## Situation et accès

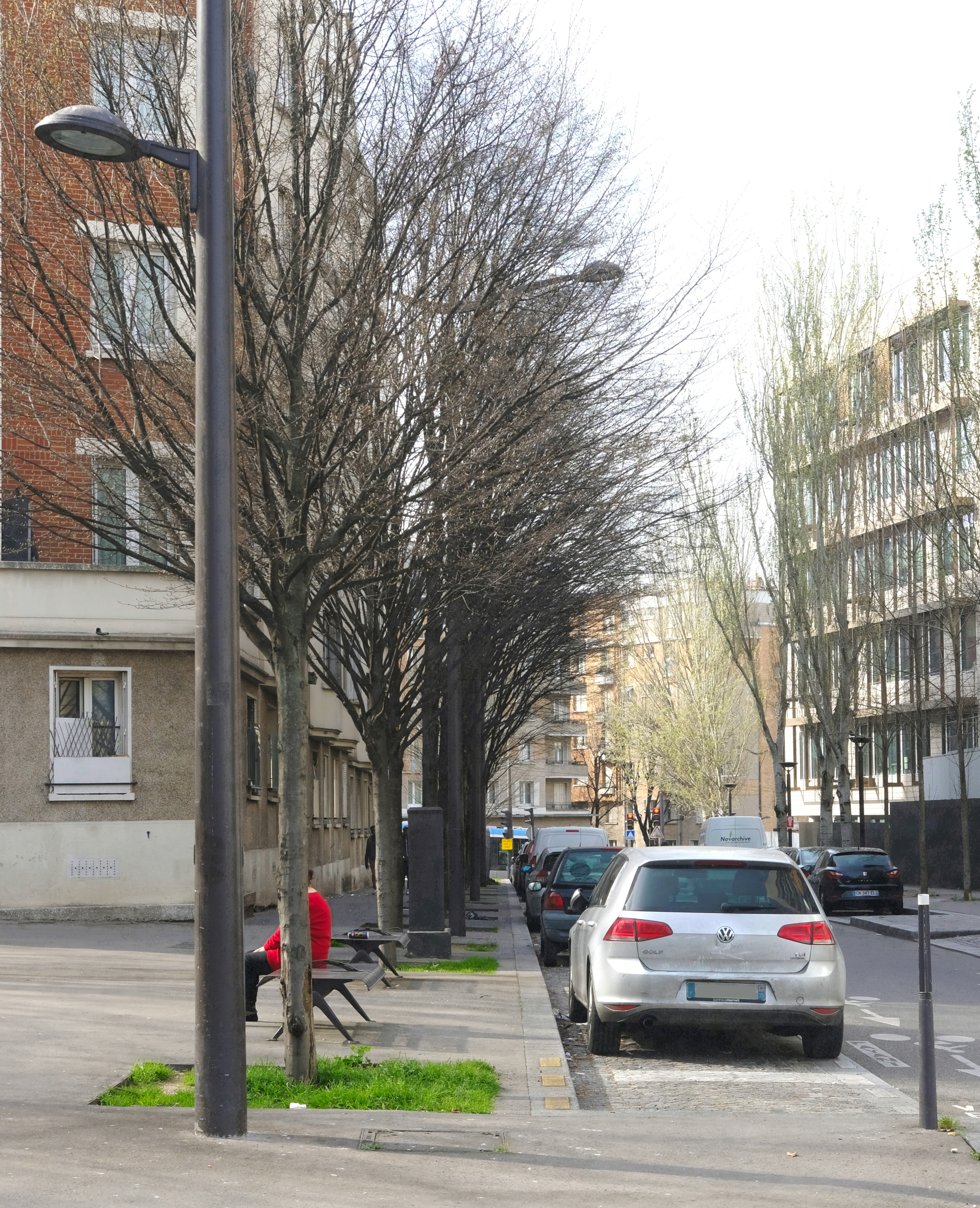
La rue des Marchais vue depuis l'avenue de la Porte-Brunet.

La rue des Marchais est une voie située dans le 19e arrondissement de Paris. Elle débute  boulevard d'Indochine et se termine en impasse peu après l'avenue de la Porte-Brunet.

## Origine du nom
Cette rue porte le nom d'un des regards qui avaient été aménagés par les moines du prieuré de Saint-Lazare sur l'aqueduc du Pré-Saint-Gervais afin de contrôler le débit des sources du Pré-Saint-Gervais et qui fut restauré au XVIIe siècle.

## Historique
Cette rue, située autrefois en totalité sur le territoire du Pré-Saint-Gervais, est une ancienne partie de la « rue Émile-Augier » annexée à Paris par décret du 27 juillet 1930. 
Elle prend sa dénomination actuelle par un arrêté du 3 juin 1932.
La partie en impasse de l'avenue du Belvédère a été annexée et rattachée à cette rue le 23 octobre 1974.